# Emanuel Poche
Emanuel Poche, né le 8 octobre 1903 à Prague, et mort le 14 mars 1987 dans la même ville, est un historien de l'art tchèque.